# ميناء تيانجين
ميناء تيانجين (بالصينية: 天津港) يقع ميناء تيانجين في منطقة بينهاى الجديدة في مدينة تيانجين المحاذية لعاصمة جمهورية الصين الشعبية (بكين)، يمتاز موقع الميناء بانه يربط شمال شرق آسيا ووسط وغرب آسيا، كما يعتبر بمثابة نقطة الانطلاق الشرقية للممر الاقتصادي بين الصين ومنغوليا وروسيا، ومحطة مهمة في الجسر القاري الأوراسي الجديد، وتبني الإدارة الصينية آمال كبيرة عليه بتمثيله المحور الاستراتيجي لطريق الحرير البحري الجديد في القرن الحادي والعشرين. يتكون ميناء تيانجين من 5 مناطق رئيسية: منطقة ميناء بيجيانغ، ومنطقة ميناء نانجيانغ، ومنطقة ميناء دونججيانغ، والمنطقة الاقتصادية للميناء الجنوبي، والمنطقة الشرقية لمنطقة ميناء نانجانج.
اعتبارًا من عام 2019، بلغ طول الخط الساحلي لميناء تيانجين 32.7 كم، ومساحة المياه 336 كم، ومساحة الأرض 131 كم. وبلغ حجم نقل البضائع في ميناء تيانجين 440.04 مليون طن، وبلغ حجم التجارة الخارجية للبضائع 258.64 مليون طن في عام 2018.

## تاريخ الميناء
تمتلك المنطقة والميناء تاريخ كبير منذ العصور الوسطى، وكان للميناء دور مهم خلال عهد أسرة هان الشرقية، حيث قامت السلالة الإقطاعية بتجنيد المدنيين وحفر القنوات للنقل العسكري للجنود والطعام، بحيث تم ربط الأنهار ودمجها مع البحر، وتشكيل شبكة ملاحة داخلية باعتبارها الجسم الرئيسي ويمكن القول الميناء شهد عدة محطات تاريخية هامة منها:
- في العام العاشر لشيان فنغ في عهد أسرة تشينغ (1860)، افتتح ميناء تيانجين على العالم الخارجي وأصبح ميناءًا تجاريًا.
- في العام السادس والعشرين لجمهورية الصين (1937)، بعد حادثة 7 يوليو، غزا اليابانيون الصين واستولوا على معظم المحطات في تيانجين وتانغو، وأصبح ميناء تيانجين أكبر ميناء للتجارة الخارجية الداخلية في شمال الصين.
- في 25 أكتوبر 1940، بداية تنفيذ مشروع بناء منطقة الميناء الجديد.
- في العام (1945)، تدمير مرافق ميناء تيانجين الجديد بفعل الحرب اليابانية، وأصبح الميناء مسرحاً للقتل والابادات الجماعية.
- في 17 أكتوبر 1952، أعيد فتح ميناء تيانجين.
- في عام 2005، أكمل ميناء تيانجين بناء ممر مائي سعة 100000 طن ومحطة نفطية كبيرة، واستحداث ميناء كبير للمياه العميقة، وميناء لإعادة شحن الحاويات، ومركزًا للشحن والخدمات اللوجستية في شمال الصين.[3]
- في 10 أبريل 2013، وقع ميناء تيانجين وميناء داليان اتفاقية إطار تعاون استراتيجي للتعاون والتبادل في ثمانية جوانب من إنتاج الموانئ وإدارة التشغيل، والأعمال اللوجستية، والاستثمار في بناء الموانئ.[4]

## التجهيزات المرافق
تم تجهيز ميناء تيانجين بقرابة 159 مرسى، تحتوي على 55 رصيفًا بمستوى 10000 طن وما فوق، بينما تم تصميم رصيف خاص لاستيعاب سفن بمستوى 200000 طن، ورصيفان بمستوى 100,000 طن، واحدى عشر رصيف بمستوى 70,000 طن ومستوى 50,000 طن، ويبلغ إجمالي طول ساحل الارصفة (المراسئ) العام 14.5 كيلومترًا.
بذلت السلطات جهود حثيثة لتطوير الميناء في خلال السنوات السابقة وكان من أهمها تطوير كبير للقناة الرئيسية للميناء حيث أصبح يبلغ طول قناة ميناء تيانجين الجديد 27.3 كم في عام 2016، ويمكن للسفن التي يبلغ وزنها 10000 طن أن تبحر في كلا الاتجاهين، ويمكن أن تستوعب 50000 طن من سفن الشحن وسفن الحاويات من الجيل الثالث.

## وصلات خارجية
- موقع الميناء الرسمي